# Paramelomys
Paramelomys é um gênero de roedores da família Muridae.

## Espécies
- Paramelomys gressitti Menzies, 1996
- Paramelomys levipes (Thomas, 1897)
- Paramelomys lorentzii (Jentink, 1908)
- Paramelomys mollis (Thomas, 1913)
- Paramelomys moncktoni (Thomas, 1904)
- Paramelomys naso Thomas, 1911
- Paramelomys platyops (Thomas, 1906)
- Paramelomys rubex Thomas, 1922
- Paramelomys steini Rümmler, 1935